# Surmia wielkokwiatowa

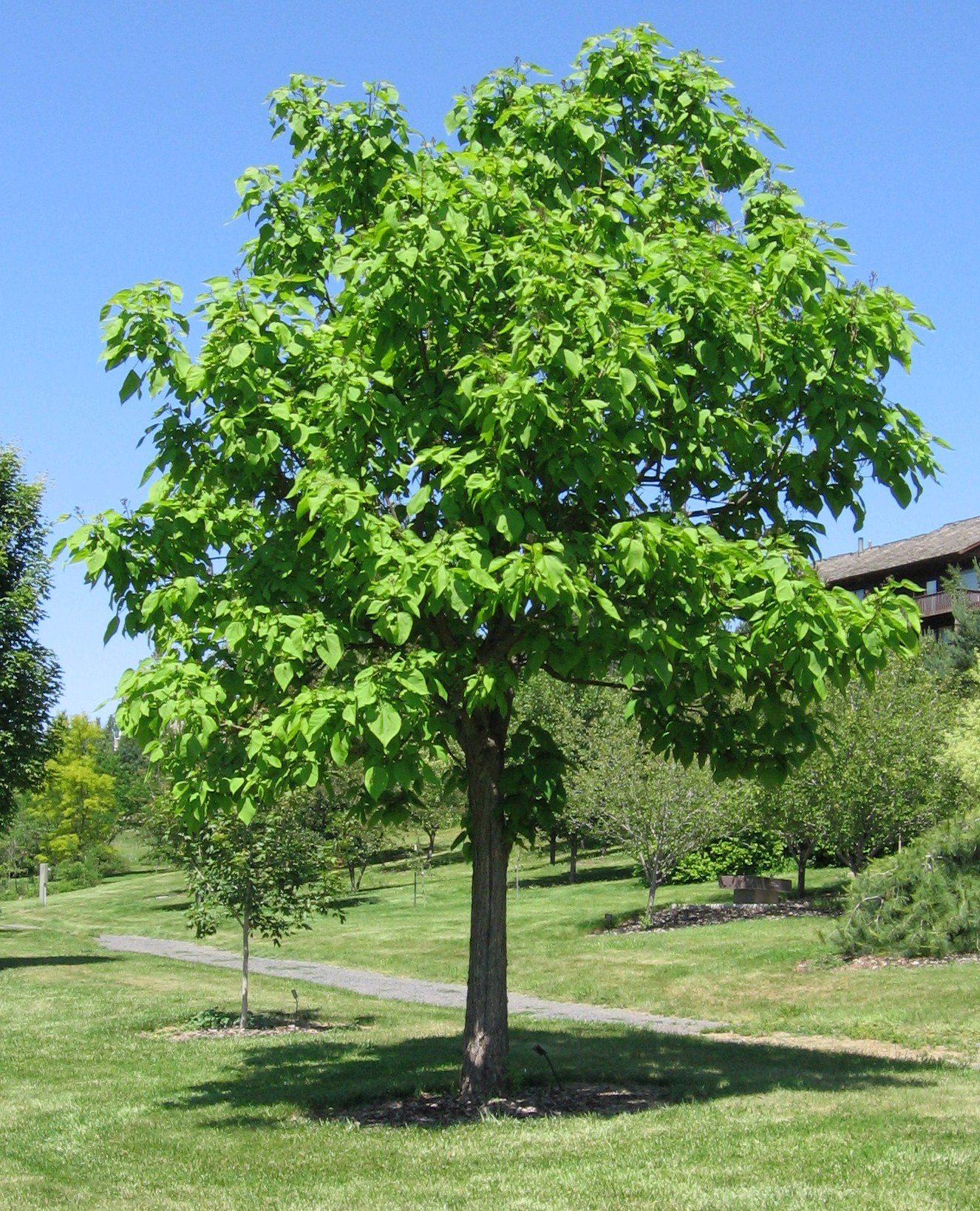
Pokrój surmii wielokwiatowej

Surmia wielokwiatowa, surmia okazała, katalpa wytrzymała (Catalpa speciosa) – gatunek drzewa liściastego z rodziny bignoniowatych. Naturalne występowanie gatunku to obszar środkowo-wschodniej części Ameryki Północnej. W Polsce uprawiana i często jest mylona z innymi uprawianymi gatunkami surmii.

## Morfologia
PokrójDrzewo dorastające w Polsce przeciętnie do wysokości 15 metrów, w swoim naturalnym środowisku na obszarach Ameryki Północnej do 30 metrów wysokości i o koronie około 12 metrów średnicy.
LiścieJajowate o długości od 15 do 30 cm, z długim zaostrzonym wierzchołkiem, od spodu liści owłosione miękkim kutnerem, młode liście barwy zielonej, liście zazwyczaj nie są podzielone na klapy.
KwiatyPojedyncze duże, około 6 cm długości, zebrane w kwiatostanach o długości do 15 cm, barwa podobna do kwiatów surmii bignoniowej, o silnym zapachu, pojawiają się na przełomie czerwca i lipca.
OwoceNieliczne, o średnicy około 1,5 cm i długości nawet do 45 cm.

## Wymagania
Wymagania tego gatunku, nie odbiegają znacząco od wymagań surmii żółtokwiatowej i bigoniowej, drzewo wykazuje dużą tolerancję w stosunku do gleby, jest światło- i cieniolubna. Wykazuje się również dużą wytrzymałością na zanieczyszczenia miejskie.